# أدميرال جريجوروفيتش (فئة فرقاطة)
فئة الأدميرال جريجوروفيتش (Фрегаты проекта 11356Р/М) هي فئة من الفرقاطات التي أمرت ببنائها البحرية الروسية من أجل الخدمة في أسطول البحر الأسود. وكان المطلوب هو بناء ستة سفن على دفعتين (ثلاث سفن بكل دفعة) على أن يتم بناؤها من قبل حوض بناء السفن Yantar shipyard في كالينينجراد.

## خلفية تاريخية
حصلت شركة يانتار لبناء السفن Yantar Shipyard على العقد الخاص بتشييد الفرقاطات في 8 أكتوبر 2010،
وكان من المقرر الانتهاء من تشييد ثلاث فرقاطات خلال أربع سنوات. تم الاحتفال ببدء تشييد السفينة الأولى من الفئة في 18 ديسمبر من عام 2010، وكان من المتوقع أن تدخل الخدمة بعد 34 شهراً من ذلك التاريخ (أي في أكتوبر 2013. وقد تم بناء 6 سفن مماثلة للبحرية الهندية تحت اسم «تالوار Talwar class». وقد تم التكليف ببناء السفن لأن التأخيرات المتكررة في إنتاج فرقاطات الأدميرال جورشكوف استلزمت تسليم عاجل للفرقاطات الجديدة -المستندة على تصميم الفئة كريفاك الذي أثبتت فعاليته- إلى أسطول البحر الأسود.
بعد الأزمة الأوكرانية، صرحت أوكرانيا بأنها لن توفر المحركات اللازمة لروسيا. وعوضاً عن ذلك طُلب من الشركة المصنعة الروسية Saturn بتوفير توربينات M90FR بديلة. ومع ذلك، فإن هذه الأخيرة قد لا تكتمل قبل 2019-2020، وهذا التأخير -وعلى ما يبدو- يعني أن البحرية الروسية قد يفضلون استخدام الموارد المالية في موضع آخر.
وفي 9 ديسمبر 2015، أعلن أن السفينة الرئيسية كانت مرسلة من بحر البلطيق إلى الأسطول الشمالي للمرحلة التالية من الاختبارات. حيث أن عمليات إطلاق النار لبعض الأسلحة غير ممكن في بحر البلطيق. وتم إدخال السفينة الأولى بالخدمة في 11 مارس 2016.
تم نشر الأدميرال جريجوروفيتش في البحر الأبيض المتوسط في نوفمبر 2016 كجزء من الانتشار الروسي في سوريا. وفي 15 نوفمبر 2016 أطلقت فرقاطة الأدميرال جريجوروفيتش ضربات صاروخية من طراز كاليبر ضد أهداف لداعش في سوريا. كما تم كذلك نشر الأدميرال جريجوروفيتش في البحر الأبيض المتوسط في أعقاب الهجوم الصاروخي الأمريكي على سوريا في أبريل 2017.
في 1 يونيو 2017، أعلنت الشركة المتحدة لبناء السفن United Shipbuilding Corporation USC أنها ستستأنف بناء الفرقاطات الثلاث المتبقية والتي تم تعليقها منذ عام 2015، حيث أن لديها الآن إمكانية الحصول على توربينات الغاز البديلة M70FRU وM70FRU2 وكذلك M90FR من شركة المحركات المتحدة United Engine Corporation وهي اتحاد من NPO Saturn وTurboRus.

## التصدير
وفقا لاتفاق تم توقيعه في أكتوبر 2016، كان يفترض تصدير فرقاطتين من هذه الفئة إلى الهند علاوة عى اثنتين أخرتين يتم بنائهما في الهند للبحرية الهندية، لكن البحرية الروسية عارضت هذا التصدير. وفي يونيو 2017، أعلنت USC أنها ستستأنف بناء الفرقاطات الثلاث الأخيرة الأدميرال بوتاكوف، الأدميرال إستومين والأدميرال كورنيلوف في عام 2018، وسوف تلتحق السفن السفن الثلاث في وقت لاحق بالخدمة في البحرية الروسية. وفي وقت سابق، كان قد تم تعليق بناء هذه السفن بسبب رفض كييف لتزويد مولدات الطاقة التوربينية الغازية. وجاء القرار باستئناف العمل بعد الاختبار الأولي لأحدث وحدات توربينات الغاز الروسية M70FRU و M90FR. وبسبب عدم قدرة روسيا على إكمالها -في السابق- كان من المفترض أنها ستباع إلى الهند، ولكن مع مصدر جديدلمولدات الطاقة، يُعتقد أنها ستبقى في الخدمة الروسية. ومع ذلك، ففي أغسطس 2017 كشفت USC عن أن آخر سفينتين، وهما الأدميرال إستومين والأدميرال كورنيلوف، سيتم إستكمالهما بالفعل للهند.

## سفن الفئة
| اسم الفرقاطة        | البناة              | تاريخ بدء البناء | التدشين        | دخول الخدمة  | الأسطول      | الحالة              |
| ------------------- | ------------------- | ---------------- | -------------- | ------------ | ------------ | ------------------- |
| Admiral Grigorovich | Yantar, Kaliningrad | 18 ديسمبر 2010   | 14 مارس 2014   | 11 مارس 2016 | البحر الأسود | في الخدمة           |
| Admiral Essen       | Yantar, Kaliningrad | 8 يولو 2011      | 7 نوفمبر 2014  | 7 يونيو 2016 | البحر الأسود | في الخدمة           |
| Admiral Makarov     | Yantar, Kaliningrad | 29 فبراير 2012   | 2 سبتمبر 2015  | نوفمبر 2017  | البحر الأسود | أتمت اختبارات البحر |
| Admiral Butakov     | Yantar, Kaliningrad | 13 يوليو 2013    | 5 مارس 2016    | قبل 2020     | البحر الأسود | تحت الإنشاء         |
| Admiral Istomin     | Yantar, Kaliningrad | 15 نوفمبر 2013   | 16 نوفمبر 2017 | قبل 2020     | البحر الأسود | تحت الإنشاء         |
| Admiral Kornilov    | Yantar, Kaliningrad |                  | 16 نوفمبر 2017 | قبل 2020     | البحر الأسود | تحت الإنشاء         |